# Franz Wilhelm II. von Hohenems

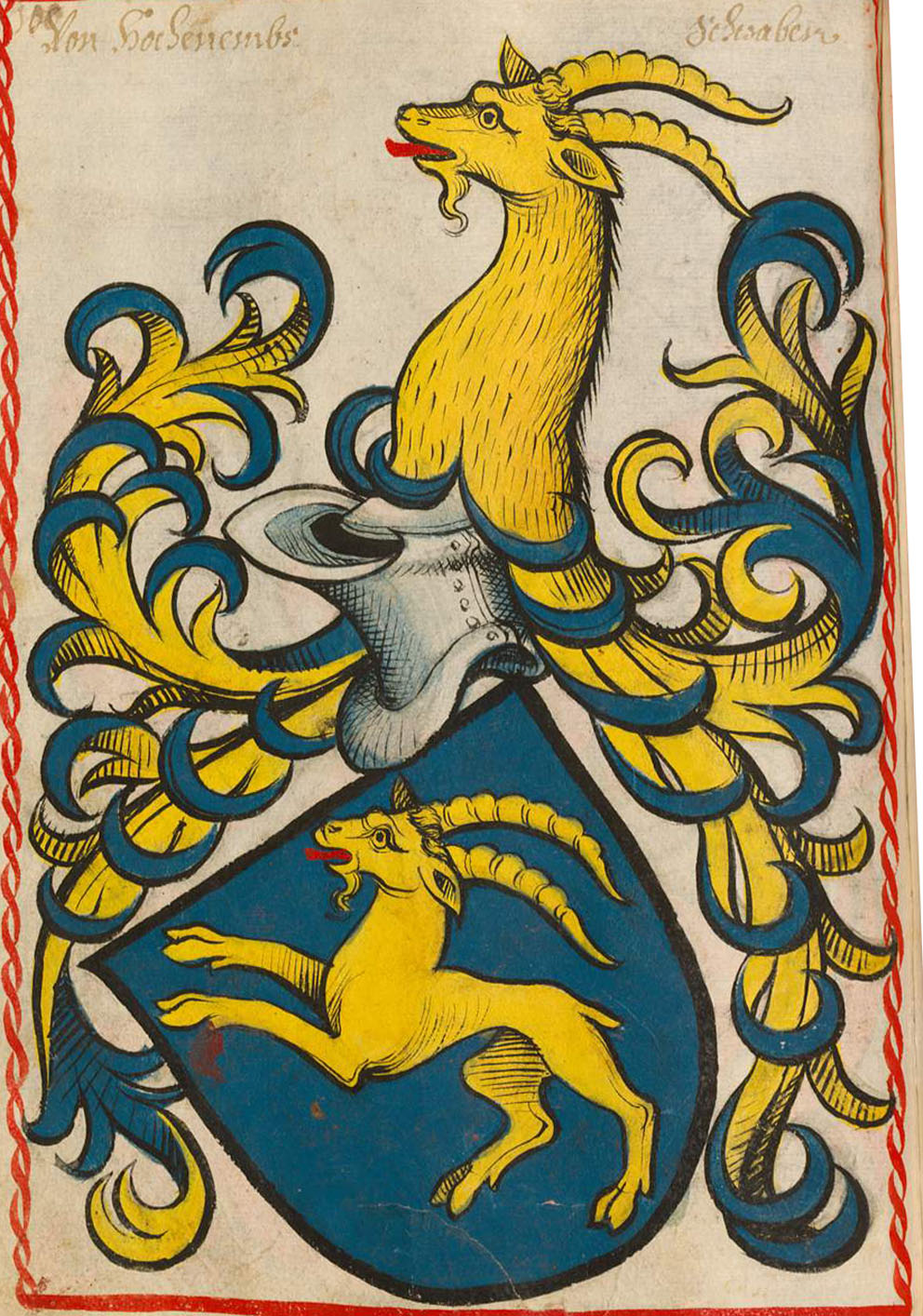
Wappen der Herren von Ems in Scheiblers Wappenbuch von 1450

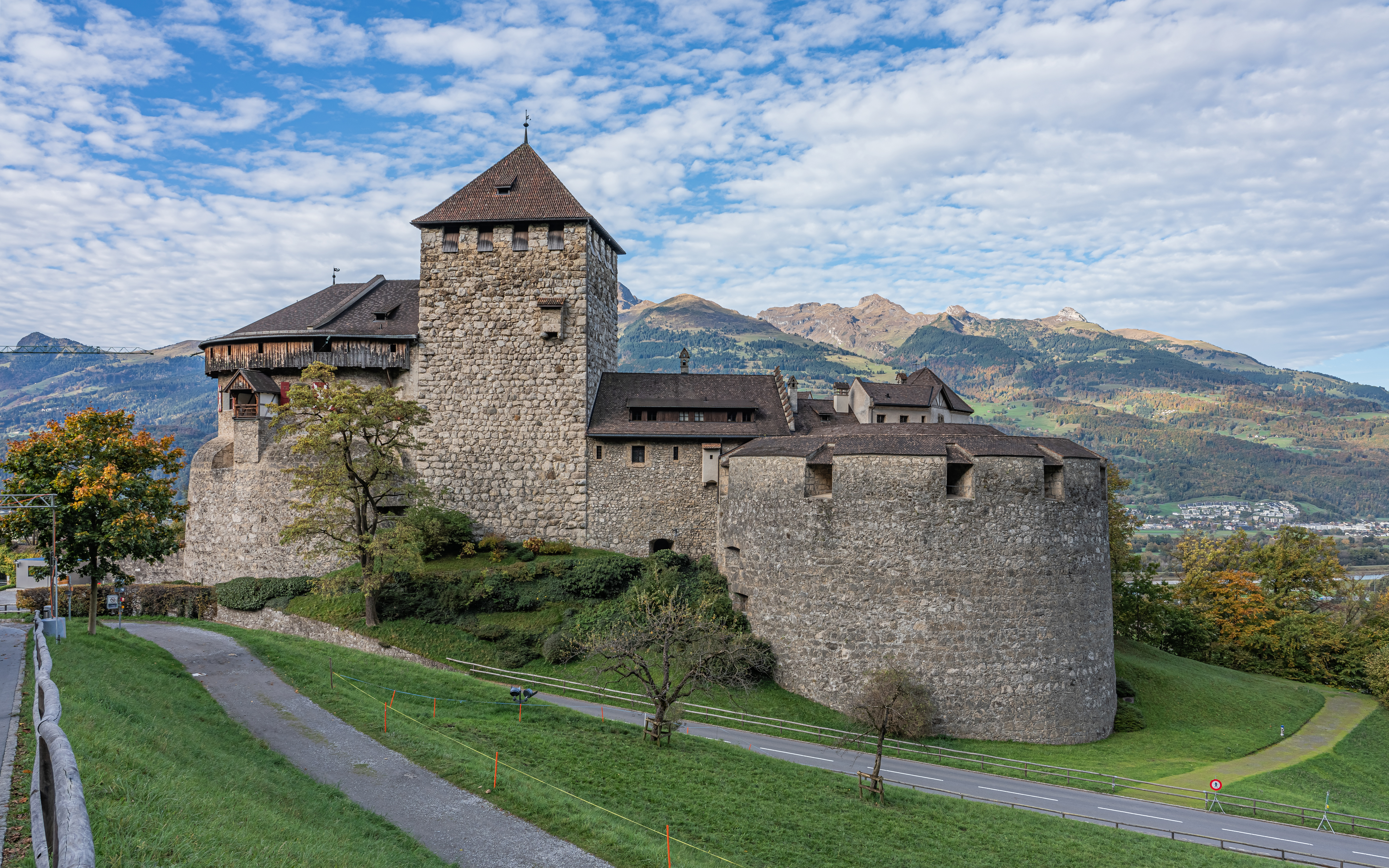
Schloss Vaduz der Sitz der Grafen von Hohenems-Vaduz

Franz Wilhelm II. von Hohenems (* 1654; † 27. August 1691 in Peterwardein im heutigen Serbien) war ein Graf aus dem Adelsgeschlecht Hohenems-Vaduz. Ohne ihn würde es das heutige Fürstentum Liechtenstein mit grosser Wahrscheinlichkeit nicht geben.

## Leben
Franz Wilhelm II. von Hohenems war der jüngste Sohn des Franz Wilhelm I von Hohenems und Landgräfin Eleonora Katharina von Füstenberg. Er hatte vier Geschwister, darunter Ferdinand Karl von Hohenems und Jakob Hannibal III. von Hohenems. (Eine Schwester und ein weiterer Bruder verstarben bereits im Kindesalter). Im Gegensatz zu seinen älteren Brüdern, die in Salzburg an der Universität studierten, wählte er eine frühe militärische Laufbahn. So diente er unter Kaiser Leopold I als  kaiserlicher Kämmerer, Oberleutnant und Regiment-Kommandeur. Der Kaiser achtete den Hohenemser Grafen sehr und übertrug ihm am 1. Juli 1688 die Verwaltung der kaiserlichen Festung Alt-Ems und die Grafschaft Hohenems. Dabei überging der Kaiser den eigentlichen Erbberechtigten, seinen Bruder Jakob Hannibal III. von Hohenems. Der Kaiser warf seinen Brüdern vor, eine Misswirtschaft in der Herrschaft Schellenberg und in der Grafschaft Vaduz betrieben zu haben. Besonders sein ältester Bruder Ferdinand Karl von Hohenems war beim Kaiser in Ungnade gefallen. Er soll sich bei den Opfern von Hexenprozessen bereichert haben. 1681 wurde gegen ihn deswegen die Reichsexekution eingeleitet und der Kemptener Fürstabt Rupert mit ihrer Durchführung beauftragt. Es war sein jüngerer Bruder Jakob Hannibal III. von Hohenems, der ihn beim Kaiser anzeigt hatte. Aber auch seine Untertanen waren beim Kaiser vorstellig geworden. Am 22. Juni 1684 wurde der Graf abgesetzt, nachdem er bereits 1683 die Hoheit über die Strafgerichtsbarkeit verloren hatte und verhaftet worden war. Auch wurde er verpflichtet, die illegal erworbenen Vermögen den Hinterbliebenen der Opfer zurückzugeben.
Am 3. April 1691 heiratete Franz Wilhelm II. von Hohenems die Tochter von  Maximilian II. von Liechtenstein, Aloisia Josepha von Liechtenstein. Durch die Heirat wurde der Grundstein der familiären und wirtschaftlichen Beziehungen zwischen dem Haus Liechtenstein und der Grafen von Hohenems gelegt. Nur durch diese Heirat sind die späteren Verkäufe der Herrschaft Schellenberg 1699 und der Grafschaft Vaduz 1712 durch Jakob Hannibal III. von Hohenems zu erklären. Ohne diese Heirat würde es höchstwahrscheinlich kein Liechtensteiner Fürstentum auf dem Gebiet der Grafen von Hohenems geben.
Franz Wilhelm II. von Hohenems fiel am 27. August 1691 in Peterwardein in der Nähe von Novi Sad im heutigen Serbien, wenige Monate nach der Heirat.